# Wir schaffen das
Wir schaffen das (hrvatski: mi to možemo učiniti) je izjava koju je izrekla Angela Merkel, tadašnja kancelarka Njemačke, tijekom europske migracijske krize 2015. godine. Opisana je kao ključni slogan njemačkog koncepta Willkommenskultur (kultura dobrodošlice). Izjavu je ponovila nekoliko puta na stranačkoj konferenciji Kršćansko-demokratske unije 2015. godine. Izraz je postao simbol politike njezine vlade prema izbjeglicama koji se koristi i od strane pristaša i od strane kritičara.
Merkel je svoju izvornu izjavu dala na saveznoj tiskovnoj konferenciji održanoj 31. kolovoza 2015. godine nakon posjeta izbjegličkom kampu u Dresdenu, gdje su protivnici njene politike prema izbjeglicama zviždali i izrugivali joj se. Cijela rečenica koju je koristila ("wir haben so vieles geschafft — wir schaffen das") može se prevesti kao "sa toliko mnogo toga smo uspjeli - uspjet ćemo i s ovom situacijom".
Pojedini medijski izvori su implicirali da je kancelarka Merkel ponavljala izraz nekoliko puta čak i u situacijama u kojima bi izjava mogla biti shvaćena kao nedovoljno obzirna prema ozlijeđenima ili ubijenima u nasilnim zločinima, ili kao omalovažavanje samih zločina. Ipak, ponovljeno korištenje izraza kao odgovor na zločine nije potvrđeno od strane relevantnih medijskih izvora, ni domaćih ni međunarodnih. U rujnu 2016. godine Merkel je izjavila da više neće koristiti taj izraz te je za njemački časopis Wirtschaftswoche rekla: "Ponekad mislim da je ta izjava bila malo prenapuhana, da se previše toga polagalo na nju - do te mjere da je radije ne bih ponavljala".